# Belo Oriente (kommun)
Belo Oriente är en kommun i Brasilien.   Den ligger i delstaten Minas Gerais, i den sydöstra delen av landet, 700 km sydost om huvudstaden Brasília. Antalet invånare är 23 397.
Följande samhällen finns i Belo Oriente:
- Belo Oriente

Omgivningarna runt Belo Oriente är huvudsakligen savann. Runt Belo Oriente är det ganska glesbefolkat, med 29 invånare per kvadratkilometer.